# Сергей Ашванден
Сергей Ашванден  (нім. Sergei Aschwanden, 22 грудня 1975) — швейцарський дзюдоїст, олімпійський медаліст.

## Виступи на Олімпіадах
| Олімпіада   | Дисципліна             | Місце |
| ----------- | ---------------------- | ----- |
| Сідней 2000 | напівсередня категорія | AC    |
| Афіни 2004  | напівсередня категорія | AC    |
| Пекін 2008  | середня категорія      | 3T    |